# Centrem
Centrem és un partit polític de Catalunya presentat el gener de 2022, de centre-dreta.
El partit es va crear com "una plataforma d'aterratge d'independents" de PDECat, Convergents, Lliures i Lliga Democràtica, amb la voluntat de fer un "centre liberal i sobiranista". La primera líder visible fou Àngels Chacón. Es va anunciar el primer congrés de la formació pel 12 de març del 2022.

## Congrés Fundacional
El partit va celebrar el seu congrés fundacional el maig de 2022, escullint Àngels Chacón com a secretària general. Va guanyar amb el 77,7% dels vots, imposant-se a l'altre aspirant, Teresa Pitarch, qui va rebre el 22,3% de suports.
La primera executiva del partit està formada per Sergi Miquel, Astrid Barrio, Sílvia Requena, Oriol Solà, Jofre Serret, Laia Flotats, Agnès Ferré, Sílvia Mayor, Sílvia Fuster, Roser Oliver, Adrià Camino, Remei Gómez, Joan Torres, Mar Vázquez, Tomàs Ragué, Olga Reixach, Pablo Molina, Laia Febrer, Àgata Penyalbert, Jordi Regalado, Umbert Palafolls, Nicolás de Salas, Juanjo Folqui i Carles Todas. El president del partit és Lluís Font, ex-diputat del Parlament.

## Dimissió de Chacón i Barrio
L'agost de 2022, la seva secretària general, Àngels Chacón, va anunciar per sorpresa que dimitia del seu càrrec i abandonava la política per tornar al sector privat, i dies després ho feia Astrid Barrio.

## Resultats electorals
El partit va presentar-se a les eleccions municipals de 2023 en la plataforma Ara Pacte Local amb el PDeCAT i Ara Catalunya, No es va presentar a les Eleccions generals espanyoles de 2023.